# Вагон метро типу Е-КМ
Вагони метро типу Е-КМ (Тип Е, Крюківський Модернізований) — модернізована Крюківським вагонобудівним заводом версія вагонів метро типів Е, Еж та Ема-502. Поїзди формуються з головних безмоторних вагонів типу Е-КМ-Гб (81-7080), які переобладнані з Еж та Ема-502, та проміжних моторних типів Е-КМ-Пм (81-7081) та Е-КМ-Пм-01 (81-7081-01), переобладнаних з Е або Еж. Модернізовані за даним проєктом вагони експлуатуються в Київському метрополітені. Протягом 2013-2017 років модернізацію пройшли 27 поїздів (135 вагонів), серед яких всі вагони Е, що залишались в пасажирській експлуатації, а також частина вагонів Еж та кілька вагонів Ема-502.

## Конструкція
Модернізований електропоїзд складається з двох головних безмоторних (причіпних) вагонів Е-КМ-Гб і трьох проміжних моторних вагонів Е-КМ-Пм, включаючи один вагон з комутатором змінного струму Е-КМ-Пм-01 в середині поїзда. В ході модернізації у вагонів були збережені кузови, за винятком маски кабіни головних вагонів, в той час як практично все ходове і електричне обладнання, а також оснащення інтер'єру були замінені на нові. Поїзд може експлуатуватися при температурі навколишнього середовища від -40 до +40 °C. Максимальна службова швидкість — 90 км/год.

## Галерея

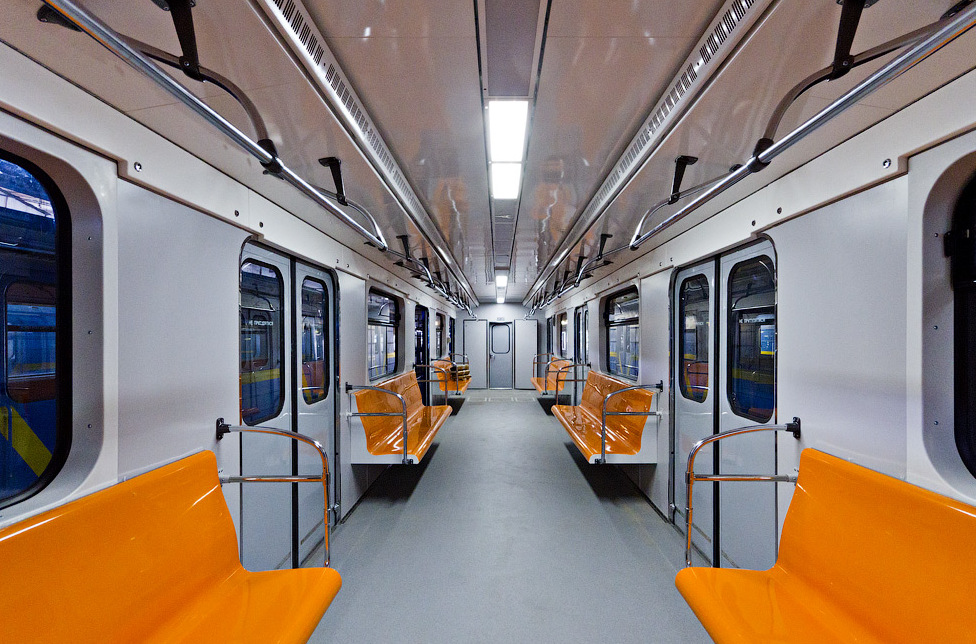
Салон вагону Е-КМ-Гб
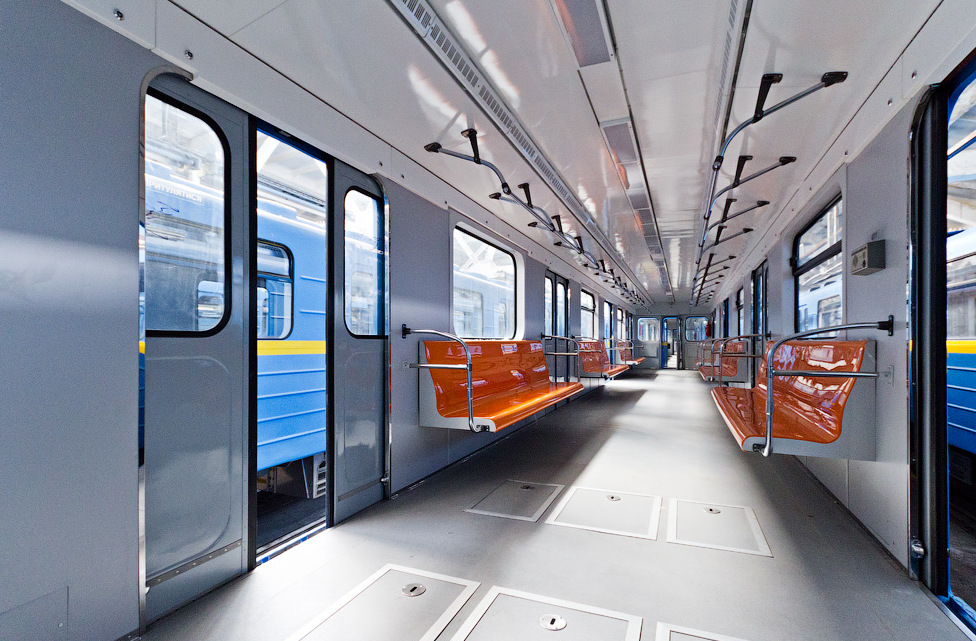
Салон вагону Е-КМ-Пм
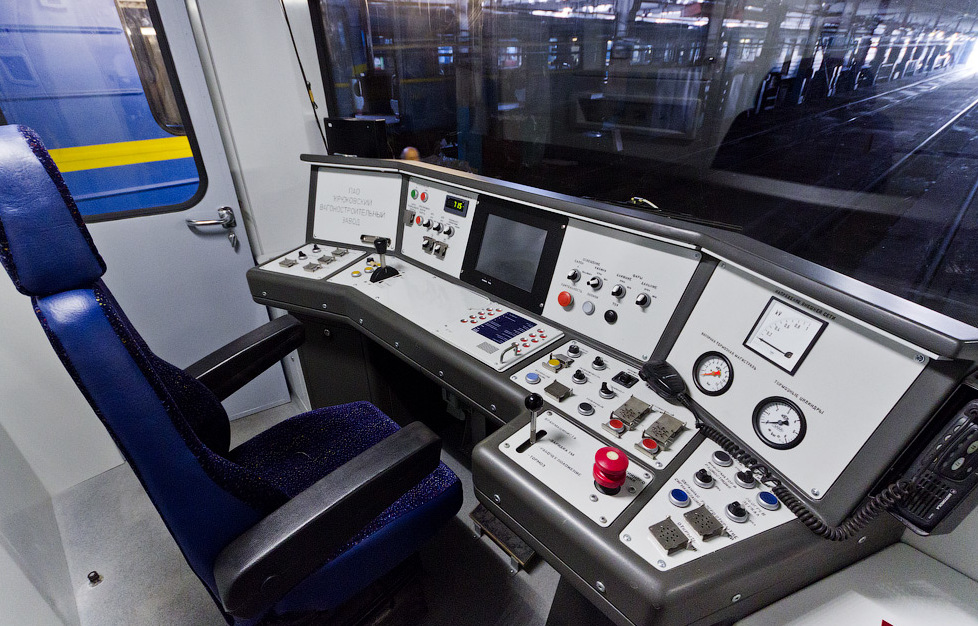
Кабіна машиніста
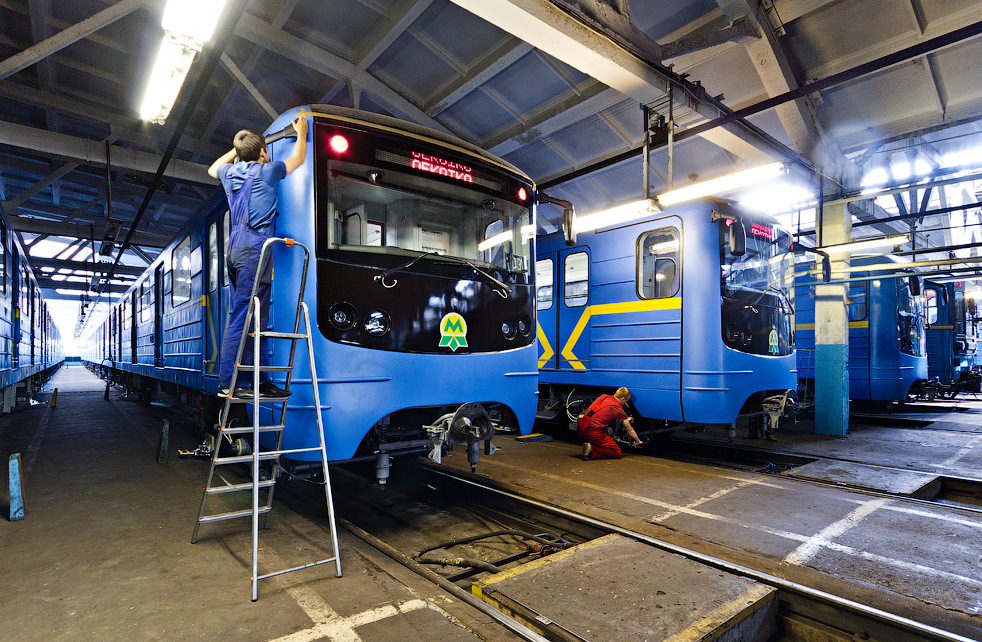
Вагон типу Е-КМ-Гб в електродепо «Дарниця»
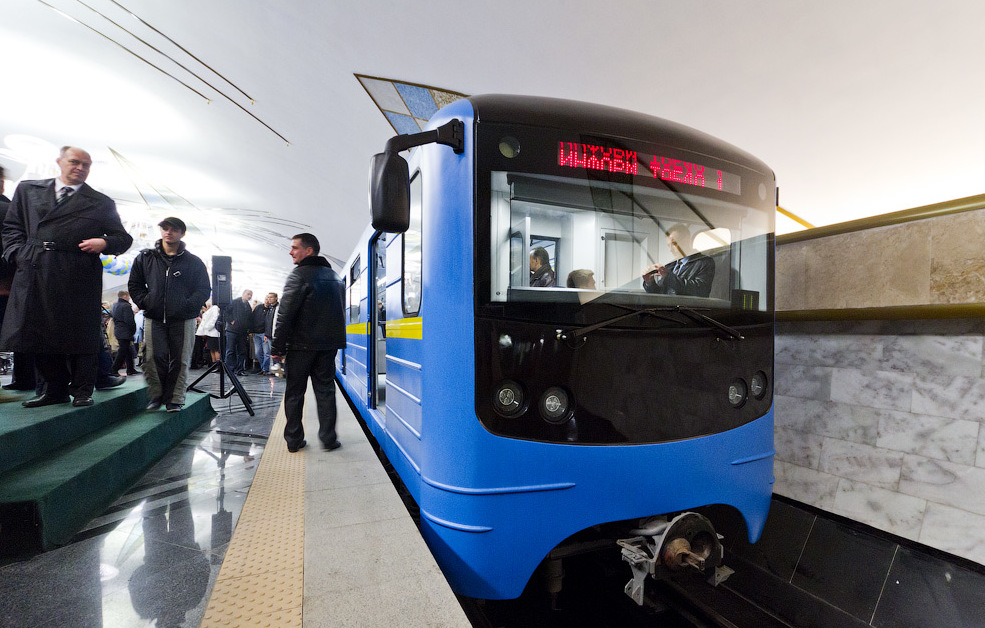
Поїзд із вагонів типу Е-КМ на презентації станції   «Теремки»